# Птич (Пуховицький район)
Птич (біл. вёска Пціч) — село в складі Пуховицького району Мінської області, Білорусь. Село підпорядковане Новопольській сільській раді, розташоване в центральній частині області.